# Joyeuse (Ardèche)
 Joyeuse  (en occitano Juèsa) es una población y comuna francesa, ubicada en la región de Ródano-Alpes, departamento de Ardèche, en el distrito de Largentière y cantón de Joyeuse.

## Demografía
| 1294 | 1317 | 1293 | 1368 | 1411 | 1483 |
| Para los censos de 1962 a 1999 la población legal corresponde a la población sin duplicidades (Fuente: INSEE [Consultar]) |      |      |      |      |      |